# M 15 (звёздное скопление)
M 15 (также известно как Мессье 15 и NGC 7078) — шаровое звёздное скопление в созвездии Пегаса.

## История открытия
Было открыто Жаном Домиником Маральди в 1746 году. Шарль Мессье включил скопление в каталог кометоподобных объектов в 1764.

## Интересные характеристики
M 15 находится на расстоянии около 33 600 световых лет от Земли. Оно обладает абсолютной звёздной величиной −9,2m, что соответствует суммарной светимости, в 360 000 раз превышающей светимость Солнца. М15 — одно из самых плотных шаровых скоплений в нашей Галактике. Оно состоит из более чем 100 000 звёзд.
Ядро этого скопления подверглось сжатию (явлению, известному как «схлопывание ядра») и имеет центральный пик плотности, окружённый громадным количеством звёзд и, возможно, содержащий чёрную дыру.
M 15 содержит довольно большое количество переменных звёзд, 112 из которых находятся в ядре. В скоплении было найдено по меньшей мере 9 пульсаров, включая одну возможную систему двойного пульсара. M 15 также содержит планетарную туманность Pease 1,которая была обнаружена в 1928 году и является одной из четырёх открытых планетарных туманностей в шаровых скоплениях.
На одном луче зрения с M 15, но на значительном удалении (35 тыс. св. лет до M 15 и 7,2 тыс. св. лет до VLA J2130+12), находится бинарная звёздная система VLA J213002.08+120904 (VLA J2130+12, M15 S2), состоящая из маломассивной звезды (10—15 M⊙) и низкотемпературной карликовой нейтронной звезды (>1+ M⊙) — малоактивной чёрной дыры.

## Любительские наблюдения

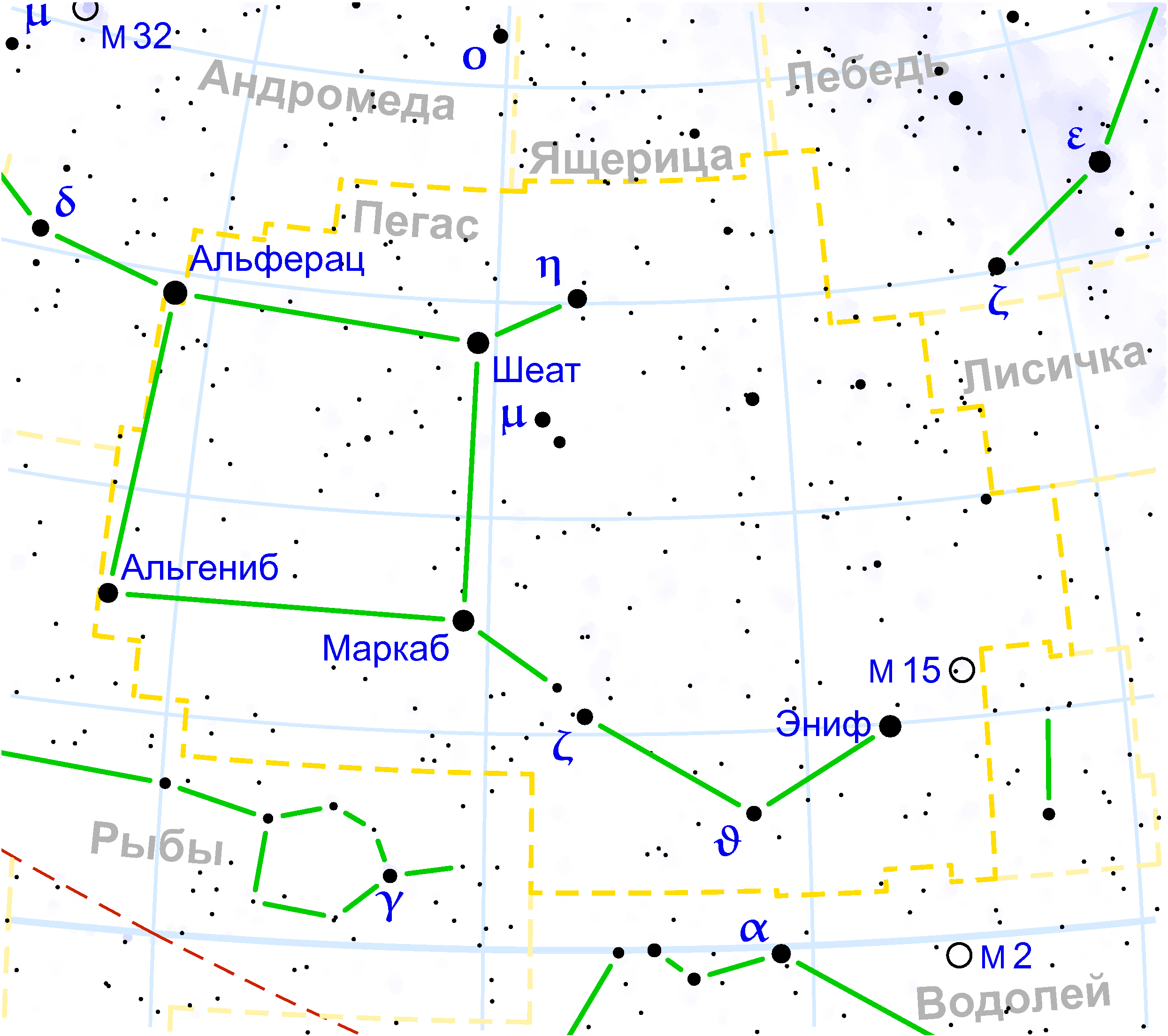
M 15 в Созвездии Пегаса

M 15 — один из самых ярких представителей шаровых скоплений на осеннем небе. В отсутствие искусственной (уличное освещение) и естественной (Луна) засветки при хорошем зрении его нетрудно увидеть и невооружённым глазом на продолжении отрезка θ — ε Пегаса в виде туманной звёздочки. Впрочем, тут возможны и ошибки — рядом со скоплением находится примерно равная ему по яркости одиночная звезда. M 15 хорошо видна в полевой бинокль, хотя диффузная природа скопления не сразу различается, что связано с высокой концентрацией звёзд к центру. В телескоп даже умеренной апертуры становится отчётливо наблюдаемой разница в плотности звёзд между центром скопления и его гало.
Почти точно в центре скопления располагается крошечная (звездообразная) планетарная туманность PK 66-27.1. Её можно обнаружить при помощи узкополосного интерференционного фильтра OIII (из числа так называемых «дипскай»-фильтров). Большая часть излучения этой туманности излучается в зелёной линии дважды ионизированного кислорода, и фильтр, который существенно затемняет свет звёзд скопления, оставляет яркость туманности почти без изменений. В итоге при рассматривании шарового скопления M 15 с фильтром планетарная туманность выделяется как более яркая «звезда» на фоне тусклых.

### Соседи по небу из каталога Мессье
- M 2 — (к югу в Водолее) ещё более концентрированное, хотя и менее яркое шаровое скопление;
- M 71 — (на запад в Стреле) очень рыхлое шаровое скопление, более похожее на рассеянное;
- M 27 — (на запад в Лисичке) одна из самых ярких планетарных туманностей

### Последовательность наблюдения в «Марафоне Мессье»
…M 69 → M 54 → M 15 → M 70 → M 72…

## Изображения
Гал.долгота 65.0126° 

Гал.широта -27.3126° 

Расстояние 33000 св. лет